# Gisela-Gymnasium München
Das Gisela-Gymnasium ist ein naturwissenschaftlich-technologisches sowie sprachliches Gymnasium im Münchner Stadtteil Schwabing.
Die Schule wurde nach Gisela von Österreich, Tochter von Kaiser Franz Joseph I. und Kaiserin Elisabeth, benannt und befindet sich in staatlicher Trägerschaft.

## Ort
Die Schule steht im südlichen Teil von Schwabing gegenüber dem Elisabethmarkt und der Berufsschule für Kfz-Mechanik.

## Geschichte

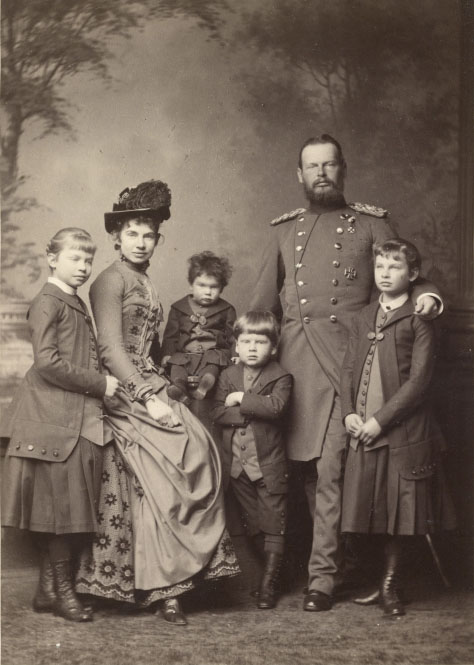
Gisela von Österreich (zweite von links), Patronin der Schule, und ihre Familie im Jahre 1890

Der alte, noch bestehende Teil der Schule wurde 1903/04 von Cajetan Pacher im Neo-Renaissance-Stil erbaut und verfügte über 23 Klassenzimmer, eine Sporthalle und vorübergehend auch einen Botanischen Garten. Die Schule wurde am 21. September 1904 eröffnet. Sie war unter den ersten drei Schulen, die in Schwabing errichtet wurden und als Oberrealschule klassifiziert. Von anfänglich 273 Schülern stieg die Zahl in wenigen Jahren auf 700. Wegen Platzmangels wurde das Gebäude 1911 durch einen Anbau erweitert. 1920 wurde das Gisela-Gymnasium eine Seminarschule und bildete zukünftige Lehrer in den Fächern Geschichte, Deutsch, Sozialkunde, Chemie und Biologie aus.
Während des Zweiten Weltkriegs wurde das 1. Pionier-Einsatzbataillon in der Schule untergebracht. Am Ende des Krieges wurde die Schule als Militärlazarett genutzt.
Im Jahre 1943 wurde der Schulbetrieb kriegsbedingt eingestellt und die jüngsten Schüler evakuiert (Kinderlandverschickung). Die Oberschüler der Jahrgänge 1926 bis 1928 wurden als Luftwaffenhelfer zum Flak-Dienst in und um München eingezogen. Bis Kriegsende kamen ca. 200 Schüler des Gisela-Gymnasiums ums Leben. Die Schule selbst wurde stark beschädigt. Nach dem Zweiten Weltkrieg wurde die Schule wieder aufgebaut und um zwei kleine Sporthallen erweitert.
Die Schule führte das Kollegstufensystem zwischen 1971 und 1973 ein und wurde nun als naturwissenschaftliches Gymnasium klassifiziert. Ein weiterer Sprachzweig wurde 1987 eingeführt. An der Schule gibt es seitdem Latein-, Spanisch- und Französischunterricht. In den 1970er Jahren hatte das Gisela-Gymnasium etwa 1300 Schüler. Dann fiel die Zahl auf 600, in den 1990er Jahren stieg es wieder auf 800 Schüler an.
In den Jahren 2006–2011 wurde das unter Denkmalschutz stehende Gebäude grundlegend renoviert.

## Frauen am Gisela-Gymnasium
Im Jahre 1953 wurden, trotz des Widerstandes des damaligen Direktors Hans Buchner, zwei Lehrerinnen eingestellt. Im Jahre 1972 waren 13 von 66 Lehrenden Frauen. An der Schule wurde erst im Schuljahr 1981/82 die Koedukation eingeführt, aber bereits im Jahre 1959/60 gab es vereinzelt Schülerinnen.

## Inklusion Hörgeschädigter
Die Schule bietet seit 1984 integrativen Oberstufen-Unterricht an und besitzt vier auf die Bedürfnisse von Hörbehinderten zugeschnittene Klassenzimmer mit integrierten Audio-Systemen. Die Schule zieht hörbehinderte Schüler aus ganz Bayern an, die das Abitur an einer Regelschule ablegen wollen. Seit dem Schuljahr 2016/17 existiert eine Inklusionsklasse für hörgeschädigte Schüler ab der 5. Jahrgangsstufe.

## Schul-Projekte
Das Schüler-Seminar „DENK MAL – Erinnerung im öffentlichen Raum“ rekonstruierte im Schuljahr 2013/2014 die Biographien der ehemaligen jüdischen Schüler und Lehrer des Gisela-Gymnasiums während und nach dem Dritten Reich. Mit der Reichspogromnacht im November 1938 waren alle jüdischen Schüler und Lehrer der Schule verwiesen und aus den Schul-Annalen gestrichen worden.
Im Eingangsbereich der Schule wurde am 10. November 2014 im Rahmen einer Feierstunde ein Denkmal zu Ehren der 45 verfolgten und ermordeten jüdischen Schüler und Lehrer eingeweiht, das ihre Namen nennt und öffentlich an sie erinnert. Unter den 170 Teilnehmern des Abends waren Bayerns Kultusminister Ludwig Spaenle sowie Vertreter verschiedener Schulverbände und jüdischer Gemeinden. Auch Bundeskanzlerin Angela Merkel, Bundespräsident Joachim Gauck und Bayerns Ministerpräsident Horst Seehofer begrüßten das Projekt.
Unter der Leitung von Studiendirektor Reinhold Schira hatten die Schüler monatelang u. a. im Schularchiv recherchiert. Unterstützung fanden sie im Münchner Stadtarchiv und beim Internationalen Suchdienst in Bad Arolsen.

Logo der Aktion Courage: Schule ohne Rassismus – Schule mit Courage

Im Januar 2015 wurde dem Gisela-Gymnasium der Titel Schule ohne Rassismus – Schule mit Courage im Rahmen der vom Bund geförderten Aktion Courage verliehen.  Der Vorsitzende der Initiative „Stolpersteine für München e. V.“, Terry Swartzberg, ist Projektpate des Gisela-Gymnasiums.

## Direktoren der Schule
- 1904–1916: Peter Arnold (1849–1918)
- 1916–1920: Wilhelm Orschiedt (1854–1925)
- 1920–1932: Karl Manger (1866–1932)
- 1932–1943: Georg Wetzstein (* 1876)
- 1943–1945: Albert Dittmar (* 1888)
- 1945–1948: Andreas Blaha (* 1879)
- 1948–1951: Stephan Ankenbrand (* 1884)
- 1951–1972: Hans Buchner (1906–1997)
- 1972–1980: Albert Lehmeier (* 1916)
- 1980–1990: Ernst Weinzierl (* 1927)
- 1990–2001: Axel Müller-Nordhorn (* 1942)
- 2001–2020: Marianne Achatz
- Seit 2020: Christoph Pfaffendorf